# Poni
|  | No s'ha de confondre amb Pony. |

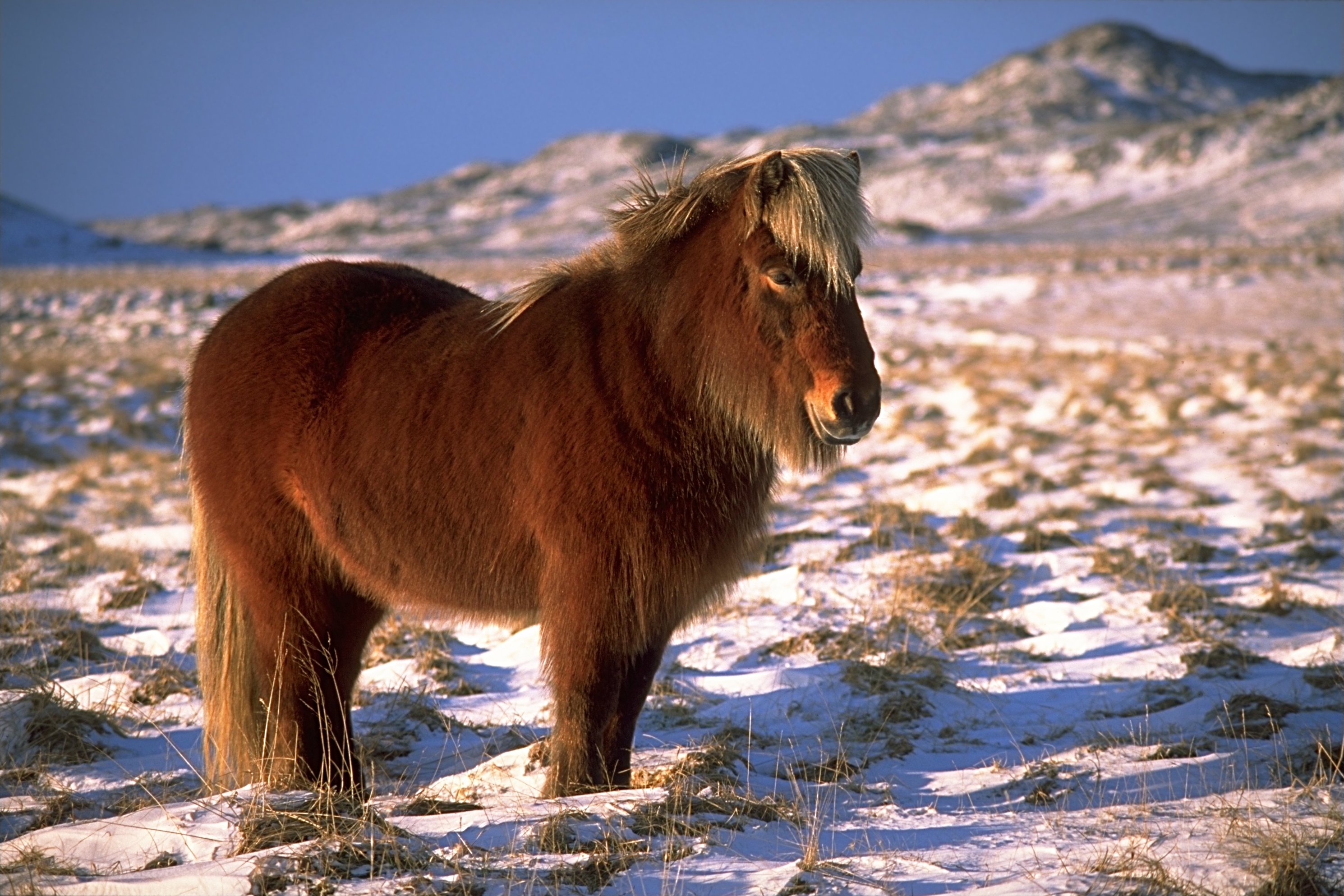
Cavall islandès

Un poni és un cavall petit d'uns 140 cm d'altura màxima fins a la creu. És molt rústic i resistent, amb formes més o menys massives, perfil recte i orelles triangulars en lloc de dirigides cap a dins con en els cavalls de major alçada; les races més pures i primitives conserven caràcters dels equins primitius, com ratlles al llarg del llom, o fins i tot a les potes, musell farinós, crins espesses i mig elevades i molt de caràcter, el que compensa la seva falta d'alçada amb altres races de cavalls.
Els ponis estan classificats dintre dels quatre tipus principals de cavalls primitius d'Euràsia; els altres englobarien els avantpassats de races com els cavalls àrabs i similars, els cavalls genèrics de sella que varen descendir d'Equus ferus i per acabar els avantpassats dels cavalls de sang freda. Per tant, els ponis, són un tipus de cavall que encara conserva els caràcters primitius.
El poni de Shetland (nom d'una illa d'Escòcia) és el més diminut, amb mides que van dels 70 cm als 106 cm fins a la creu. Aparentment tots els ponis d'Europa occidental pertanyen al mateix grup, anomenat "cèltic", que també engloba altres races com els asturcos, els ponis gallecs o els forest. Hi ha altres races de ponis procedents d'altres latituds, com els kirguisos o los batusos, que pertanyen a un altre tronc de la família.
La raça més arcaica és la exmoor, com testimonia el seu musell blanc farinós, que varen ser fets servir pels antics pobladors d'Anglaterra abans de l'ocupació romana de l'arxipèlag. Eren emprats com a animals de tir o en terrenys difícils. Actualment existeixen almenys 55 races conegudes de ponis.
Els ponis sementals són capaços de criar als 2 anys. Tanmateix, en captiveri s'espera que tinguin entre de 3 a 4 anys abans de permetre'ls reproduir-se. A molts mascles no els descendeixen els testicles a l'escrot fins als 3 anys.
En la majoria dels casos és l'euga i no el semental la que determina la mida de les cries. El període normal de gestació és de 320 dies i el part és summament ràpid, uns 10 minuts a partir de les primeres contraccions. El poltre comença a alletar-se ràpidament, només dues hores després d'haver nascut. En estat domèstic, des del seu naixement són animals summament delicats pel que requereixen atencions especials i una bona inversió de temps i diners. Els ponis que viuen en semillibertat, com els asturcos o els ponis d'Islàndia, són perfectament capaços de valer-se sense ajuda de l'home.

## Alçada
L'alçada mesurada a la creu és el paràmetre principal que ajuda classificar un animal com a cavall o com a poni. El valor numèric, segons alguns obres, és de 140 cm en els mascles. (En àmbits anglosaxons l'alçada que limita la classificació varia entre 14,00 pams i 14 pams 3 polzades: aproximadament 142 cm – 150 cm; 1 pam equí = 1 «hand»).
Hi ha una classificació francesa que esmenta el límit de 148 cm i indica quatre categories (A, inferior a 107 cm; B , entre 108 i 130; C, entre 131 i 140 cm; D entre 131 i 148 ).
Es tracta d'una consideració que no es pot seguir – i no se segueix – estrictament. Hi ha cavalls veritables que poden ser muntats per persones adultes i no arriben als 140 cm (Per exemple: molts cavalls àrabs, cavalls islandesos, alguns cavalls xilens ... i altres).

## Morfologia i tradició
Un altre criteri de classificació és la morfologia: el fenotip. Simplificant molt hi ha tres classes de morfologia.
- Ponis del tipus Shetland i similars. Cavalls petits, amb aspecte de cavalls de tir en petit. Potes curtes i ossos gruixuts.
  - Fan funcions de mascota o per a muntura d'infants. O per a enganxar a petits carruatges.
- Ponis amb aspecte de cavall. Més o menys refinats. Amb proporcions de cavall. Ossos fins i potes proporcionades.
  - Serveixen de muntura per a persones adolescents d'alçària moderada.
- Ponis o cavalls miniatura. Generalment es tracta d'animals petits (més que un poni de Shetland) i relativament d'aspecte refinat.
  - Hi ha un exemple molt antic que és el cavall del Caspi.
  - Un altre exemple, relativament modern, és la raça Falabella.
  - Hi ha diverses associacions de cavalls miniatura. Cadascuna amb les seves normes.

## Característiques
Els ponis es distingeixen pel seu aspecte exterior, el fenotip. Presenten unes formes robustes i arrodonides, un cos rabassut, un tronc rodó i unes costelles ben marcades. Tota la ossamenta és gruixuda i, segons proves, de bona densitat i resistència. Tenen el cap curt, ulls grossos i orelles petites. Els ponis són més petits que els cavalls i, a més, tenen les potes proporcionalment més curtes. Els unglots són forts i el pelatge és més gruixut i rígid. La cua i la crinera són més gruixudes. La diferència amb el pelatge dels cavalls és més visible quan porten el mantell hivernal.
Les races de ponis es desenvoluparen en diverses parts del món, especialment en àrees de climatologia freda i extremada on calia animals de treball resistents i soferts. Els ponis són notablement forts considerant les seves dimensions. Per exemple, els ponis de Connemara són petits però poden servir de muntura a un genet adult i ben desenvolupat. Proporcionalment al seu pes, els ponis poden carregar i estirar més que altres races de cavalls.
Gairebé totes les races de ponis són rústiques, resistents i fàcils de mantenir. L'alimentació és molt frugal. Poden viure bé amb racions reduïdes de fenc (proporcionalment al pes en tenen prou amb la meïtat). Sovint poden passar sense menjar gra. Pel mateix motiu són més vulnerables a la laminitis i la síndrome de Cushing. També poden patir hiperlipèmia.
Els ponis tenen fama d'inteligents i amigables amb els humans. Altres opinen que poden ser tossuts i entremaliats. Sovint és un problema d'entrenament. Els ponis ensinistrats o muntats per genets inexperts poden adquirir hàbits dolents. Els ponis ben aregats poden ser muntures excel·lents per a infants que aprenen a ser genets. Molts ponis de grans dimensions poden ser muntats per adults pesants (pel fet de ser proporcionalment més forts que els cavalls).
En fires i concursos els ponis, els ponis s'acostumen a agrupar en tres categories: petits (menors de 127 cm), mijans ( 127-137 cm) i grans (137-147 cm). Els cavallets més petits que els ponis s'anomenen «cavalls miniatura» (sovint d'uns 97 cm). També hi ha races de ponis miniatura i ases miniatura..

## Exemples

### Poni de les Shetland

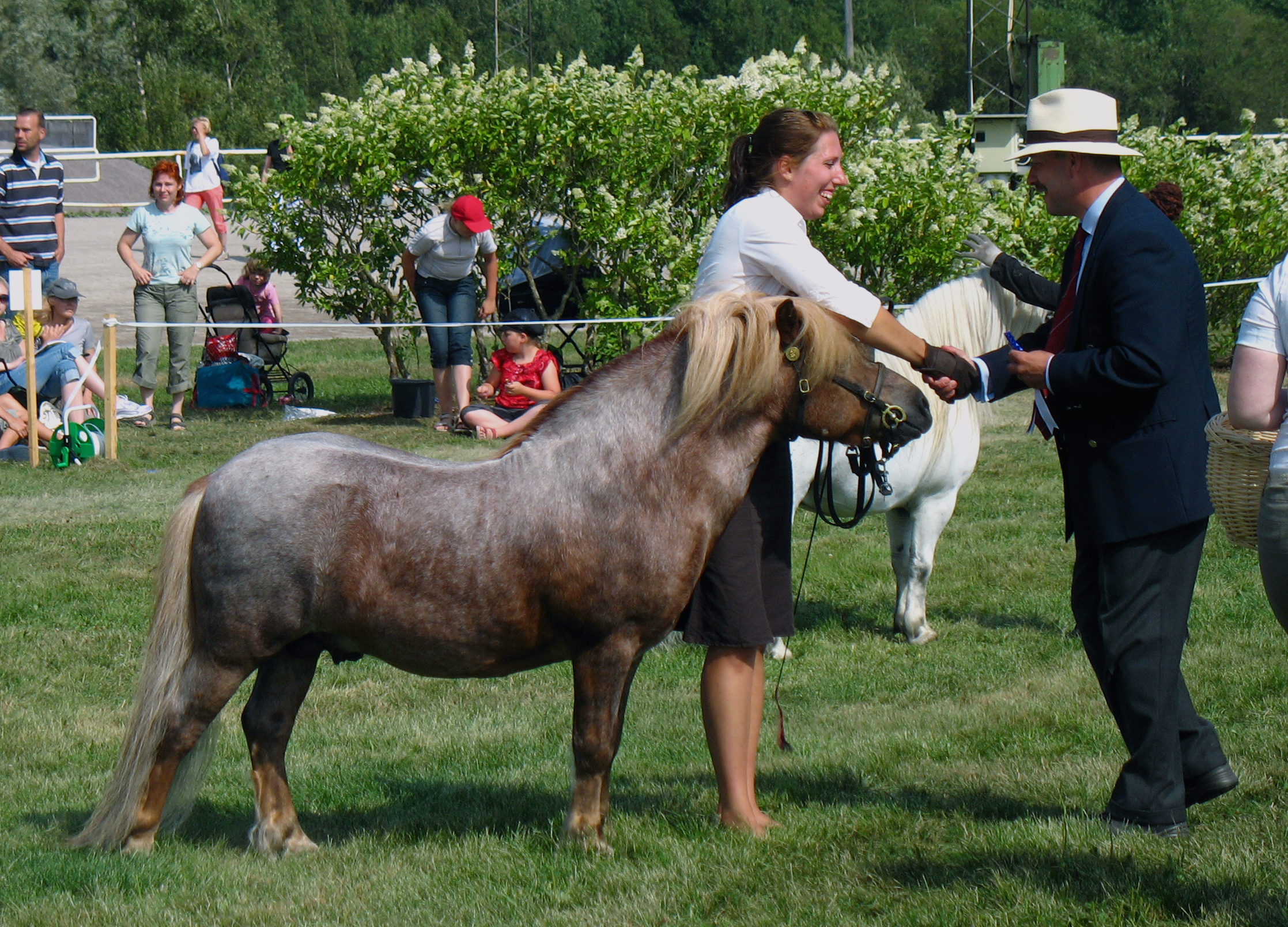
Poni Shetland
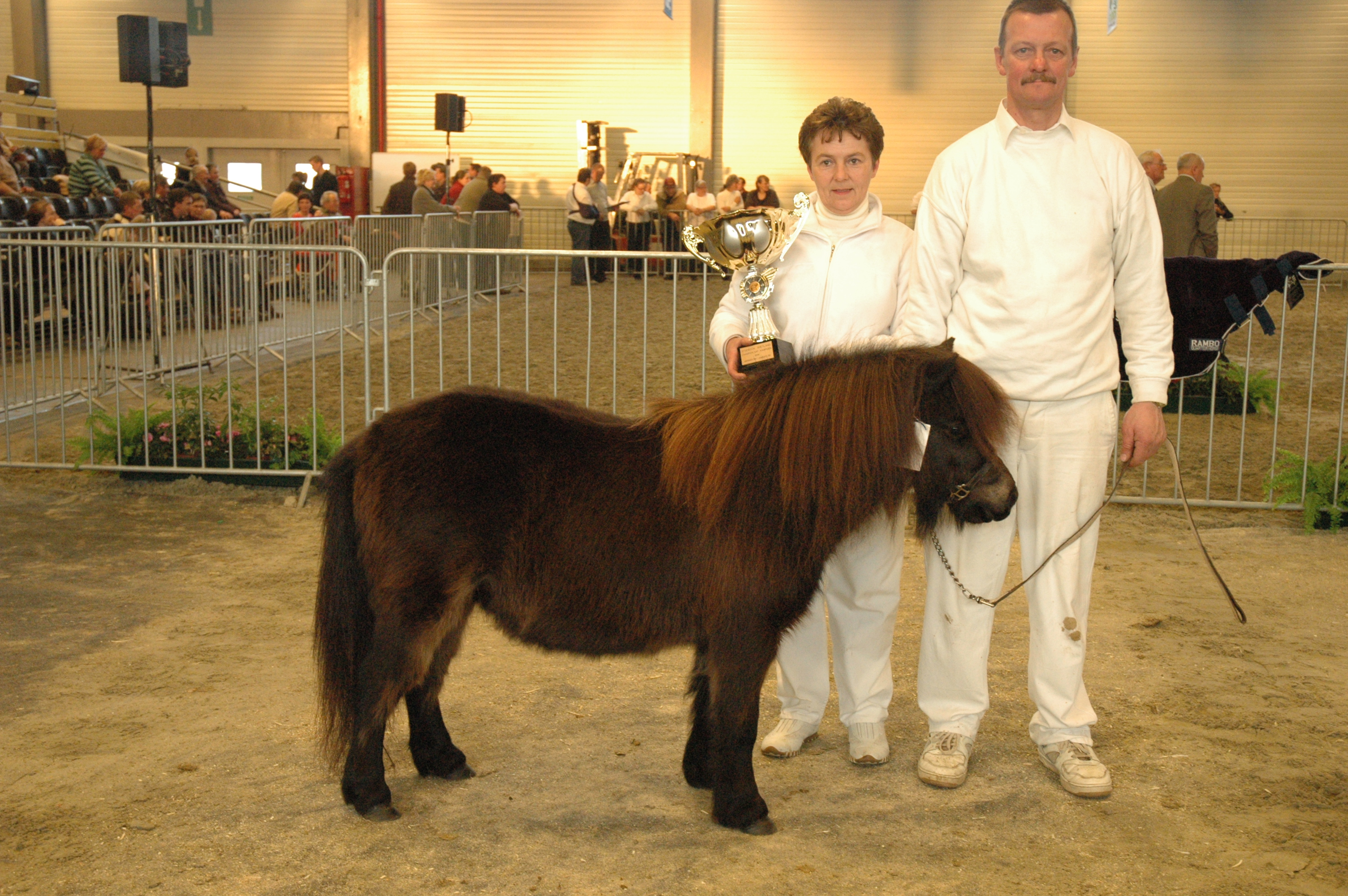
Poni Shetland

### Cavall islandès
Els cavalls islandesos mesuren entre 132 i 142 cm a la creu. En unitats anglosaxones aquestes mesures extremes de la raça corresponen a 13 i 15 “mans” (1 mà = 1 “hand”= 101,6 mm).
El pes pot variar entre 330 i 380 kg (730-840 lliures americanes).
Les variables anteriors correspondrien, segons els criteris habituals, a una raça de ponis. Però els propietaris i responsables dels registres de la raça parlen sempre de cavalls islandesos. Cal considerar que, malgrat les seves dimensions reduïdes, els cavalls islandesos poden portar perfectament un genet adult.

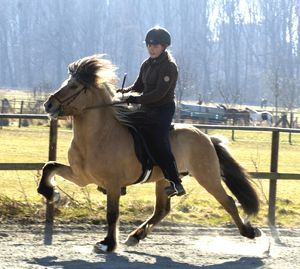
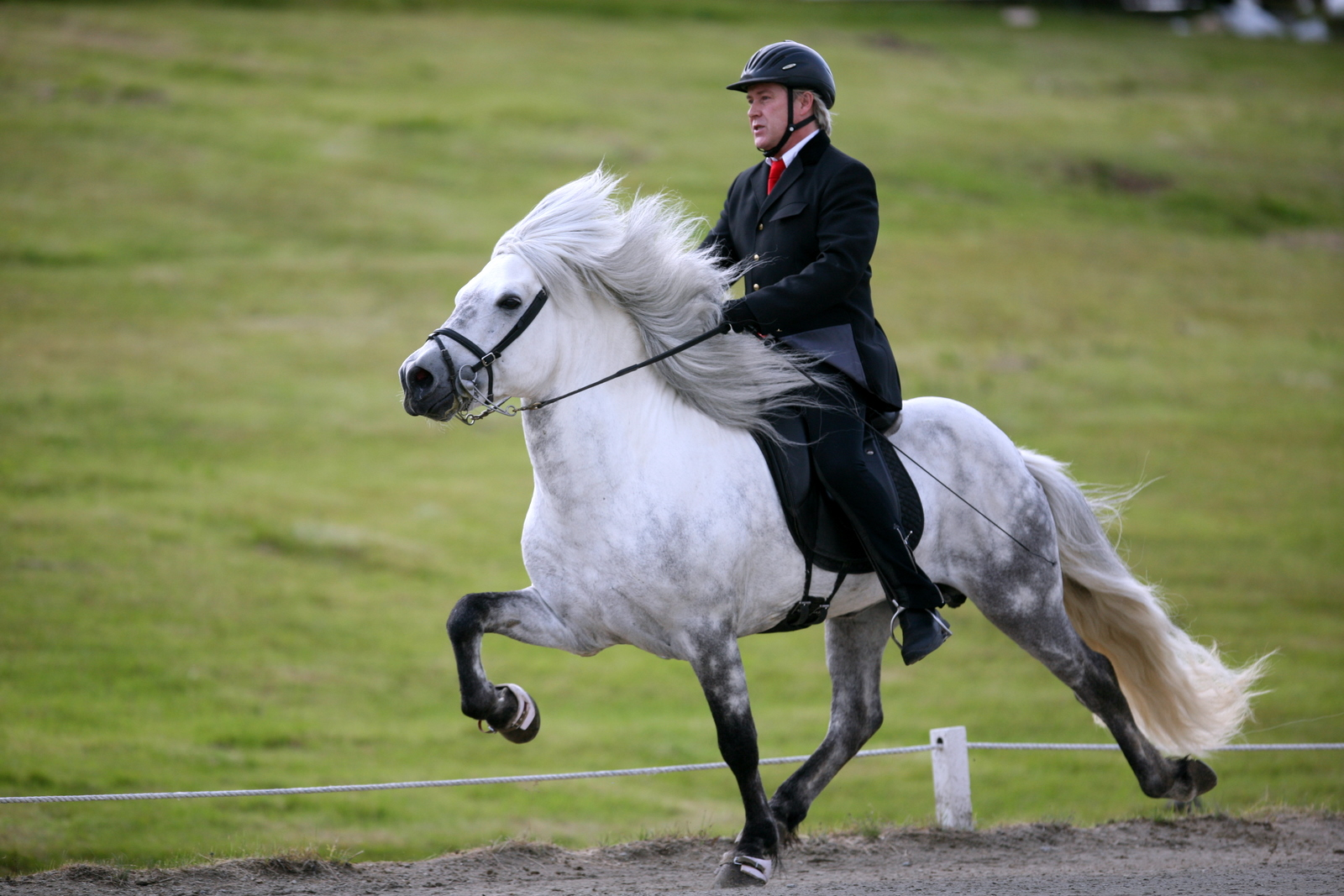

### Cavall caspi
El cavall Caspi conegut actualment és un cavall petit preservat a l'Iran. La raça fou creada per Louise Firouz, el 1965, a partir d'un grup reduït de cavalls petits trobats a les muntanyes Elburz. A Amol.

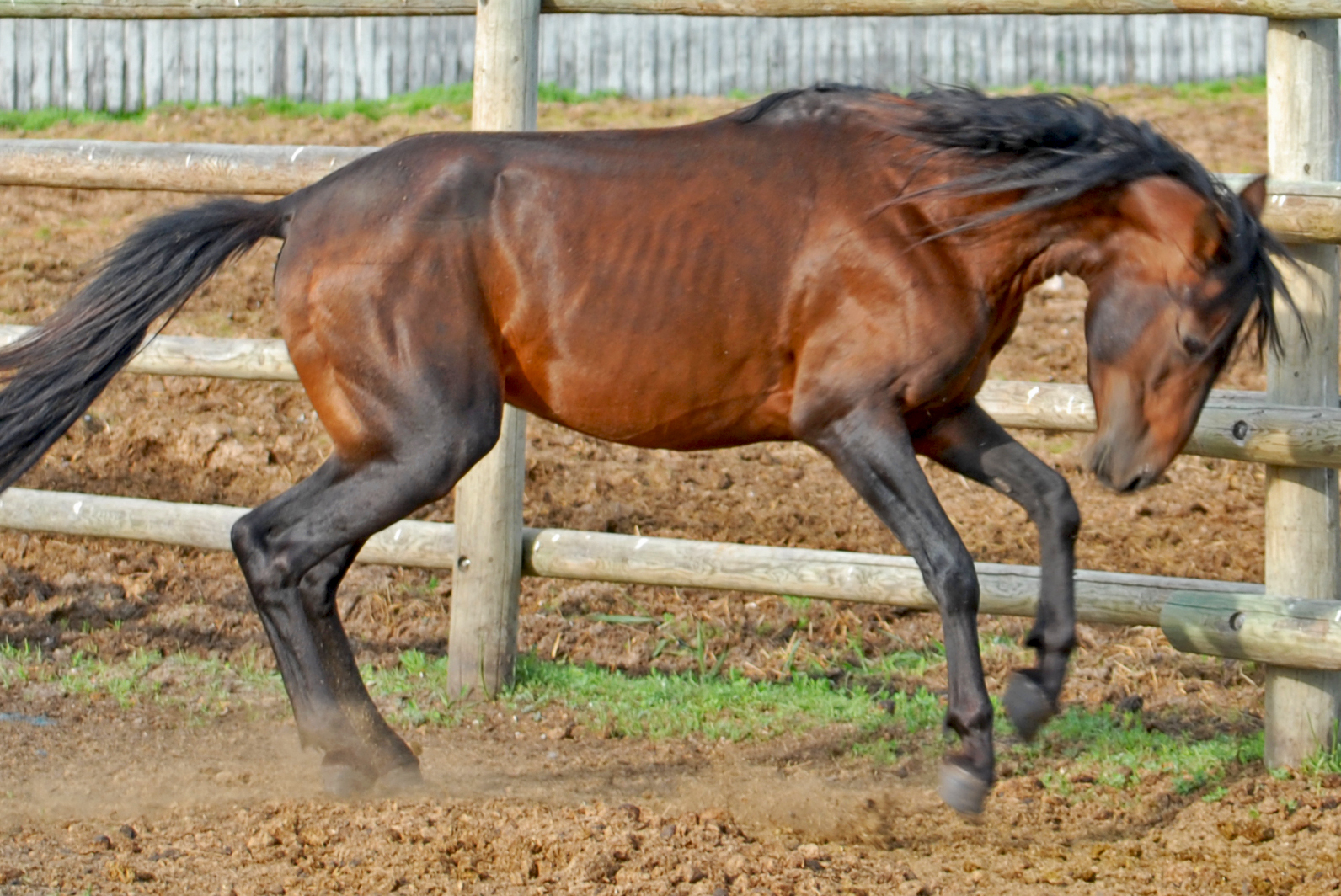
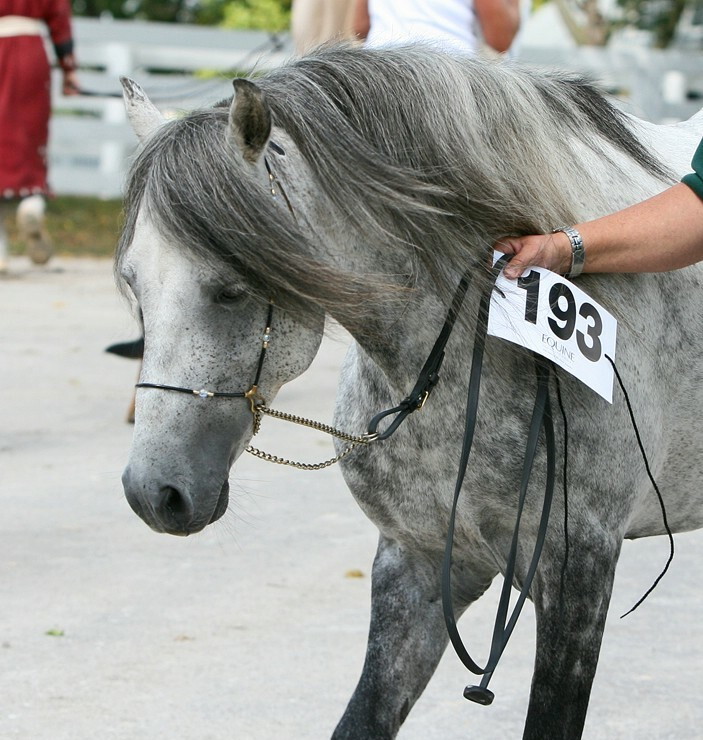

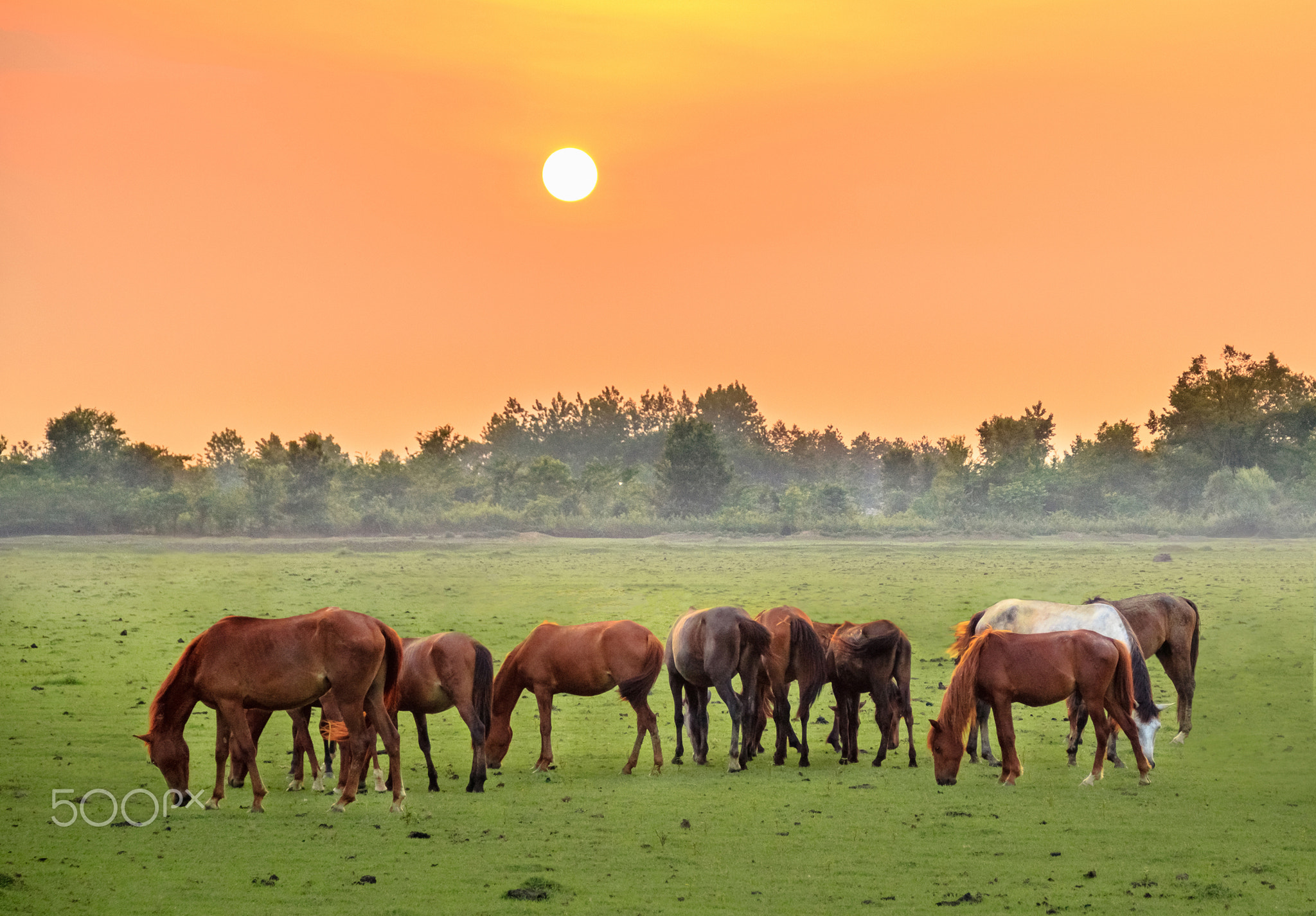
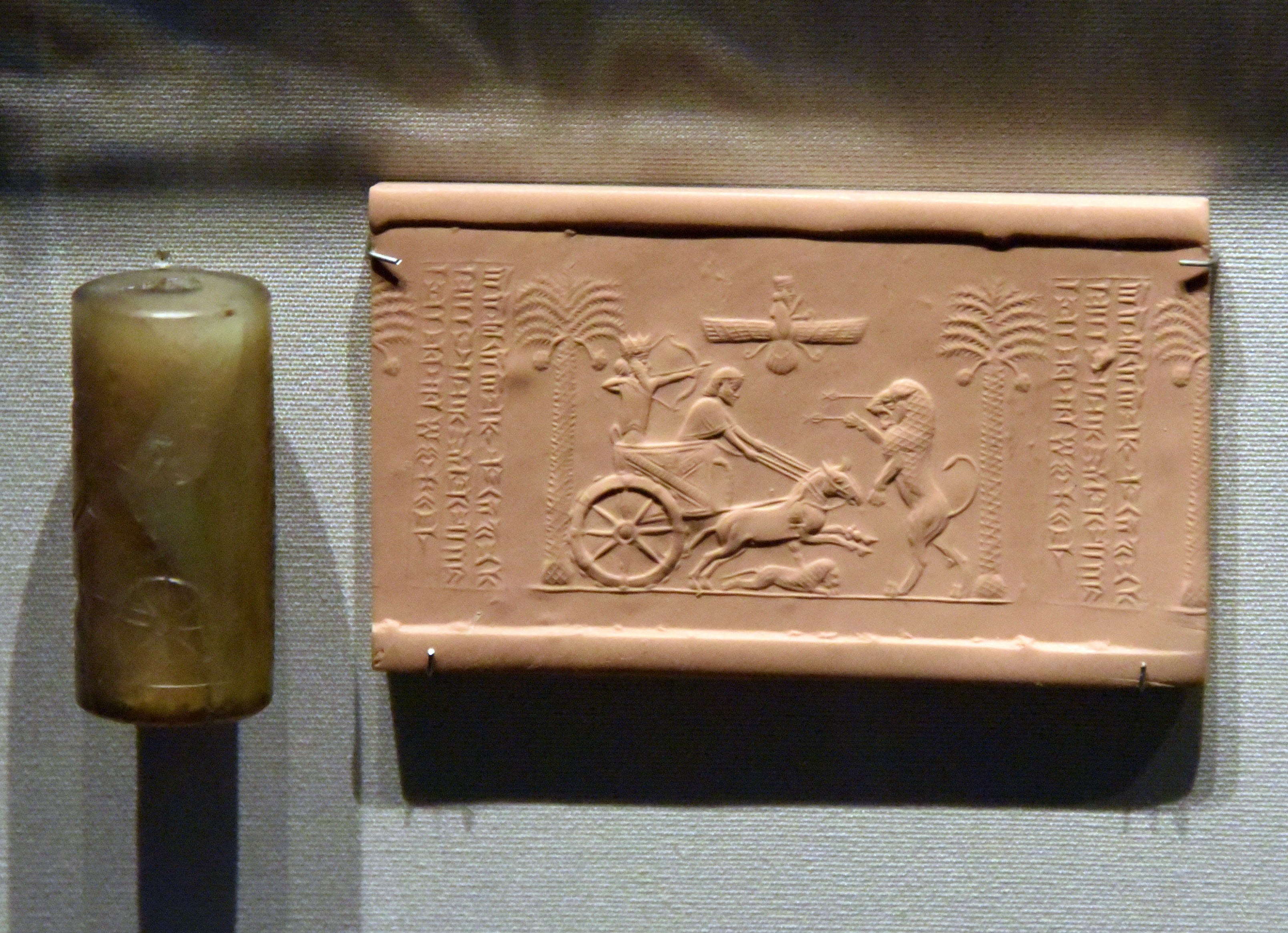
Segell de Darios

### Poni de Connemara
Es tracta d'una raça de ponis originària d'Irlanda.

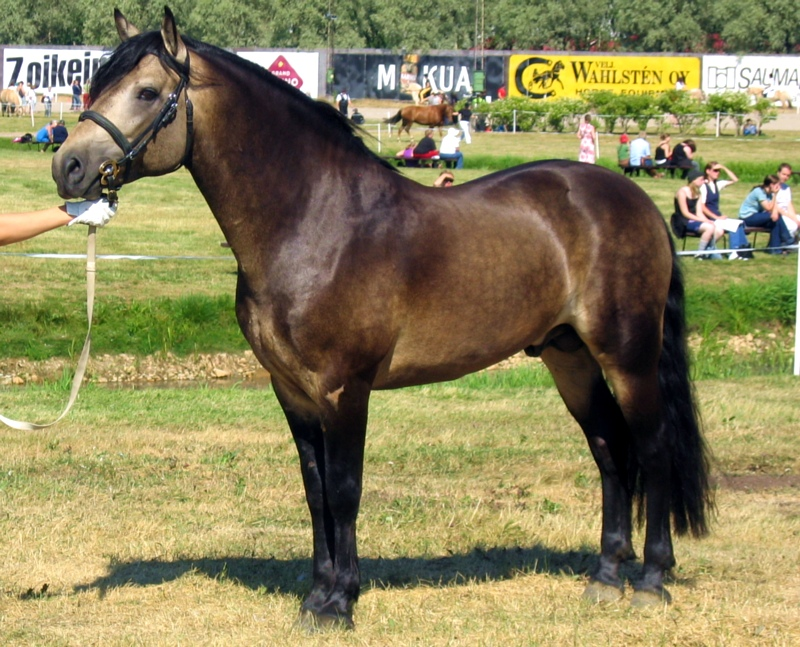
Estaló[12] Connemara
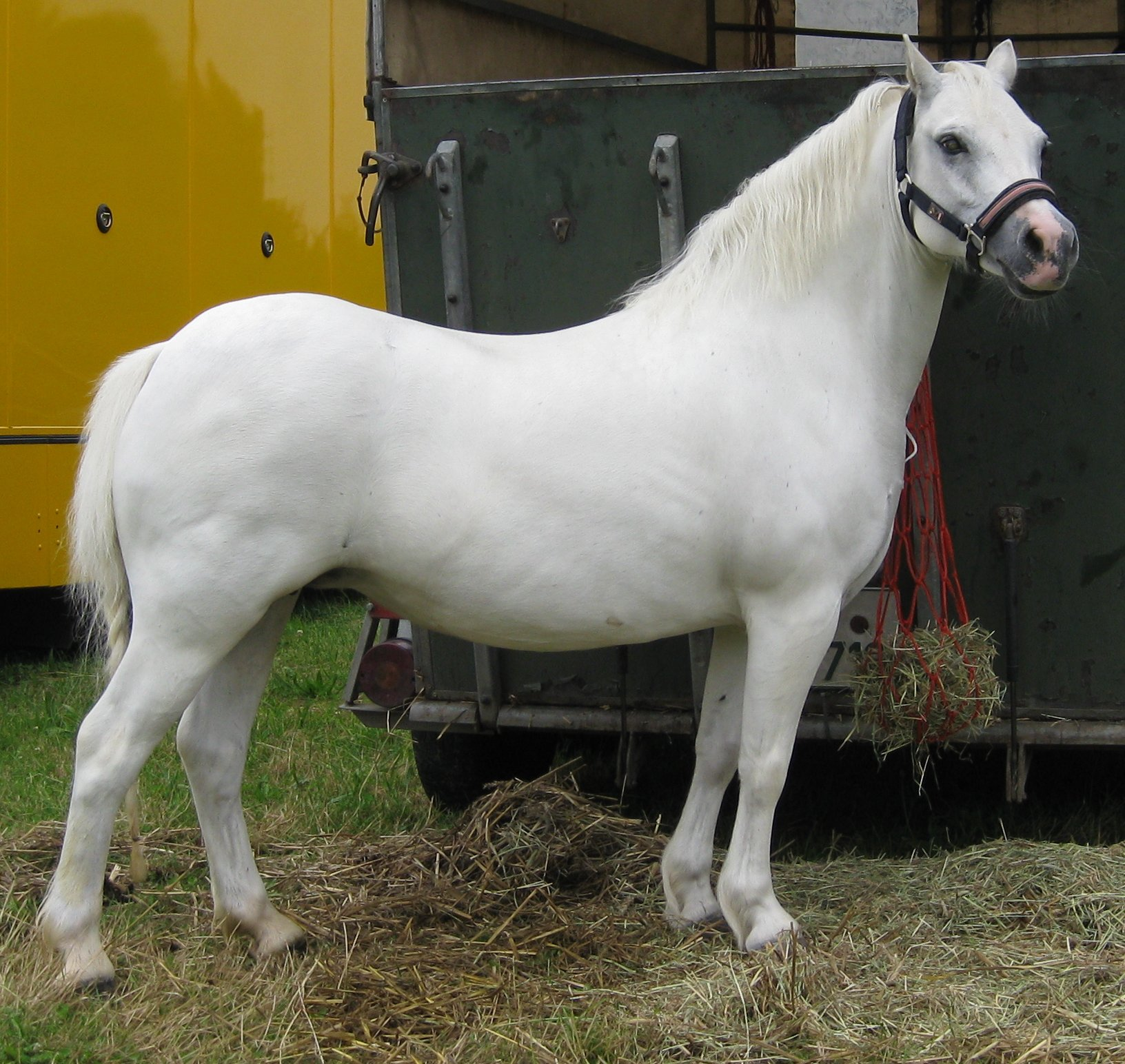
Poni de les muntanyes de Gal·les, classe A

### Poni gal·lès
Es tracta d'una raça de ponis procedent de les muntanyes de Gal·es. N'hi ha de quatre classes: A, B, C i D.

### Poni de lesTerres altes d'Escòcia
El poni originari de les Terres Altes d'Escòcia és un dels ponis més grans de les varietats de ponis de les muntanyes i landes del Regne Unit. Abans era un animal de treball i actualment és una raça dedicada a l'equitació de lleure.

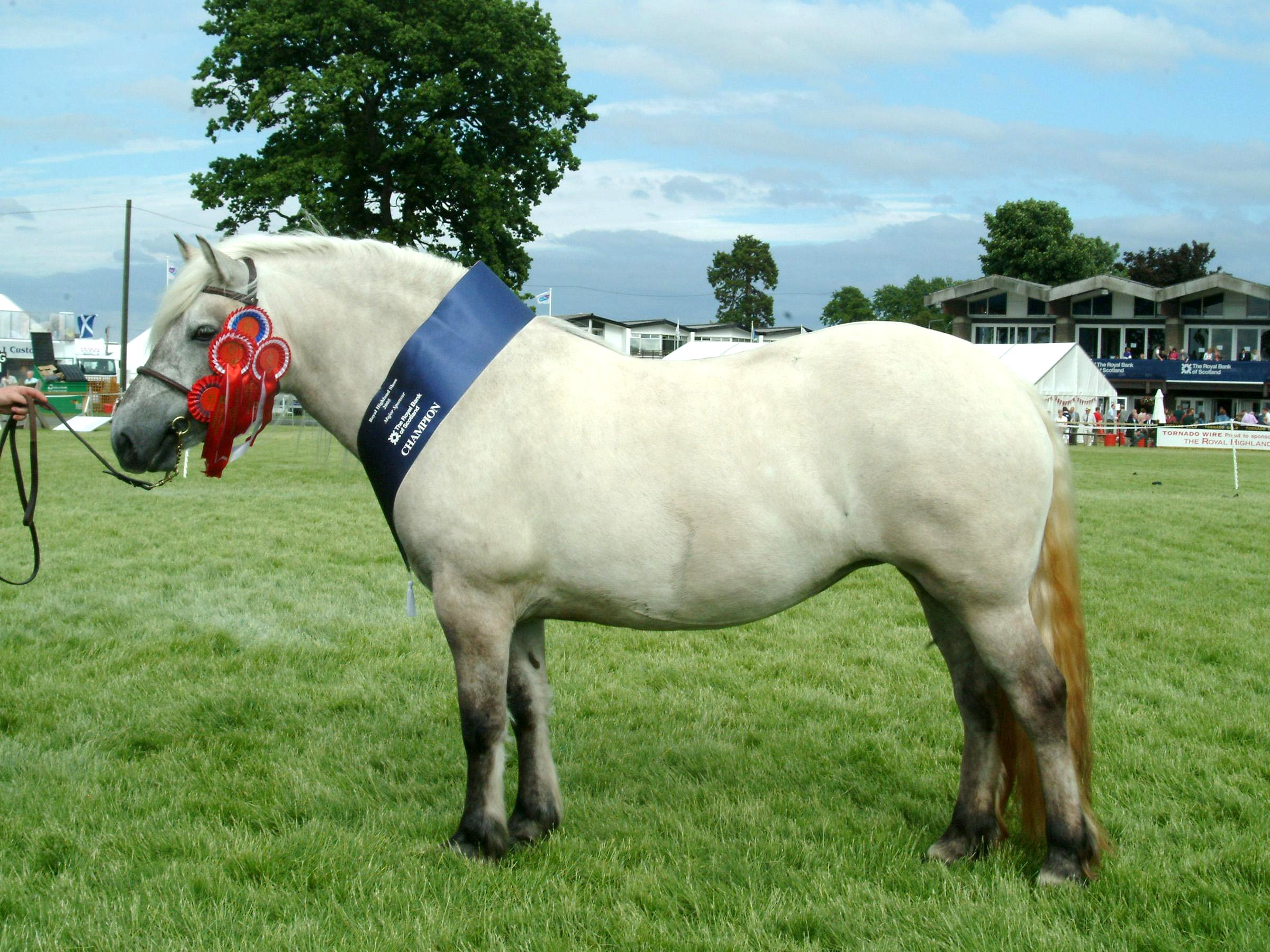
Poni de les Highlands
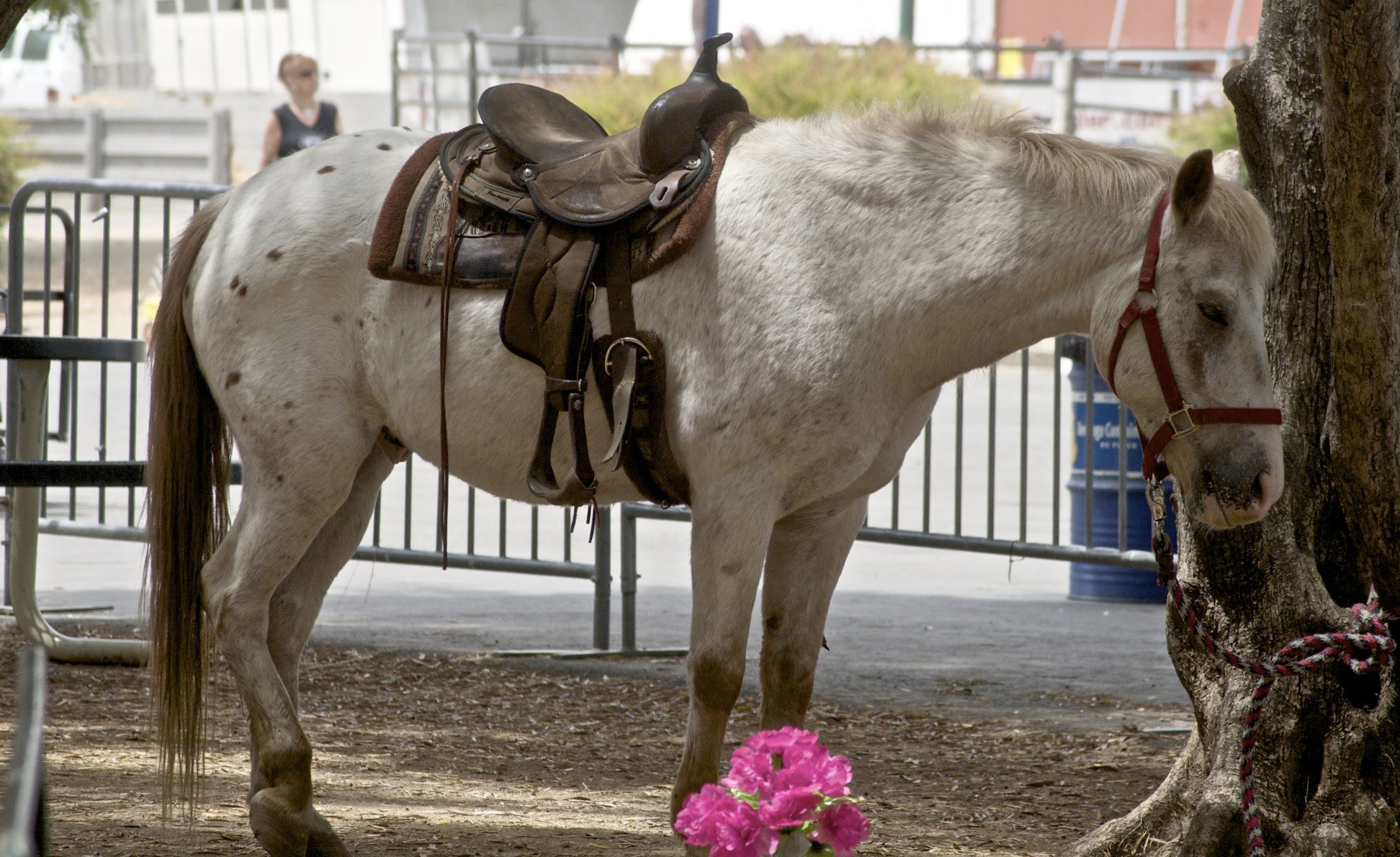
Poni de les Amèriques

### Poni de les Amèriques
Es tracta d'una raça creada als Estats Units d'Amèrica per a genets joves. La conformació permet prestacions similars a les del poni gal·lès. El pelatge és , obligatòriament, pigat (complex lleopard).

## Races de cavalls petits muntats per adults

### Cavall mongol
Els cavalls de raça mongola són originaris de Mongòlia. Moltes persones especialistes admeten que la raça ha variat molt poc des de l'època de Genguis Kan.
Es tracta de cavalls petits (122-142 cm), amb potes curtes i ossamenta forta. El cap és gran i la cua i la crinera (en estat natural) són molt llargues. Són molt forts i resistents. I sobreviuen als hiverns molt freds alimentant-se i campant a la intempèrie pel seu compte.
Els pelatges principals són tretze.

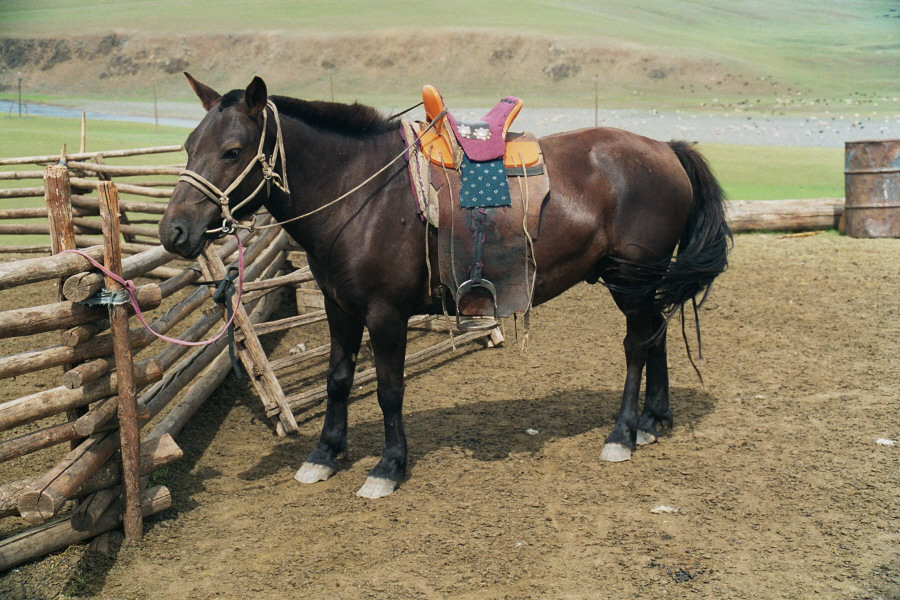
Cavall mongol ensellat , amb la cua retallada
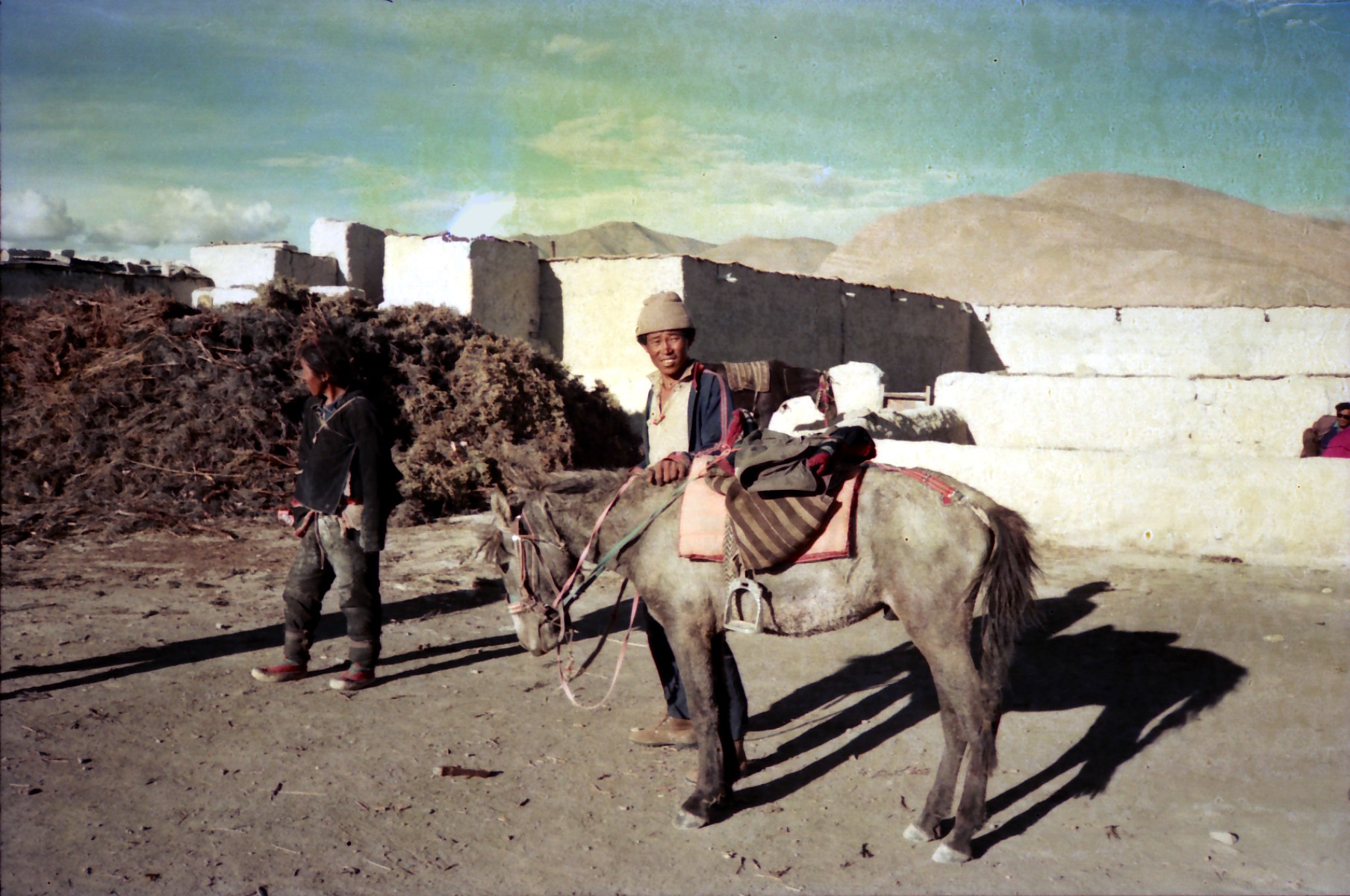
Poni tibetà

### Poni tibetà
Alçada reduïda: 122-124 cm.

### Bidets, quartaus i similars
Un grup de cavalls petits, sovint més baixos que alguns ponis, destinats a ser muntats per adults, foren els cavalls ambladors o de pas. En moltes ocasions no pertanyien a races específiques (en el sentit modern de la paraula) però la seva conformació s'adaptava bé a la seva funció.
Els bidets o quartaus es pot dir que han desaparegut. Però, amb denominacions diverses ("cuartagos", «courtaulds», «jacas», haques, hacanees, ...) tingueren una funció important. Algunes races modernes de «cavalls de pas» persisteixen, descendents dels cavalls «aguilillas» del Perú o equins semblants.

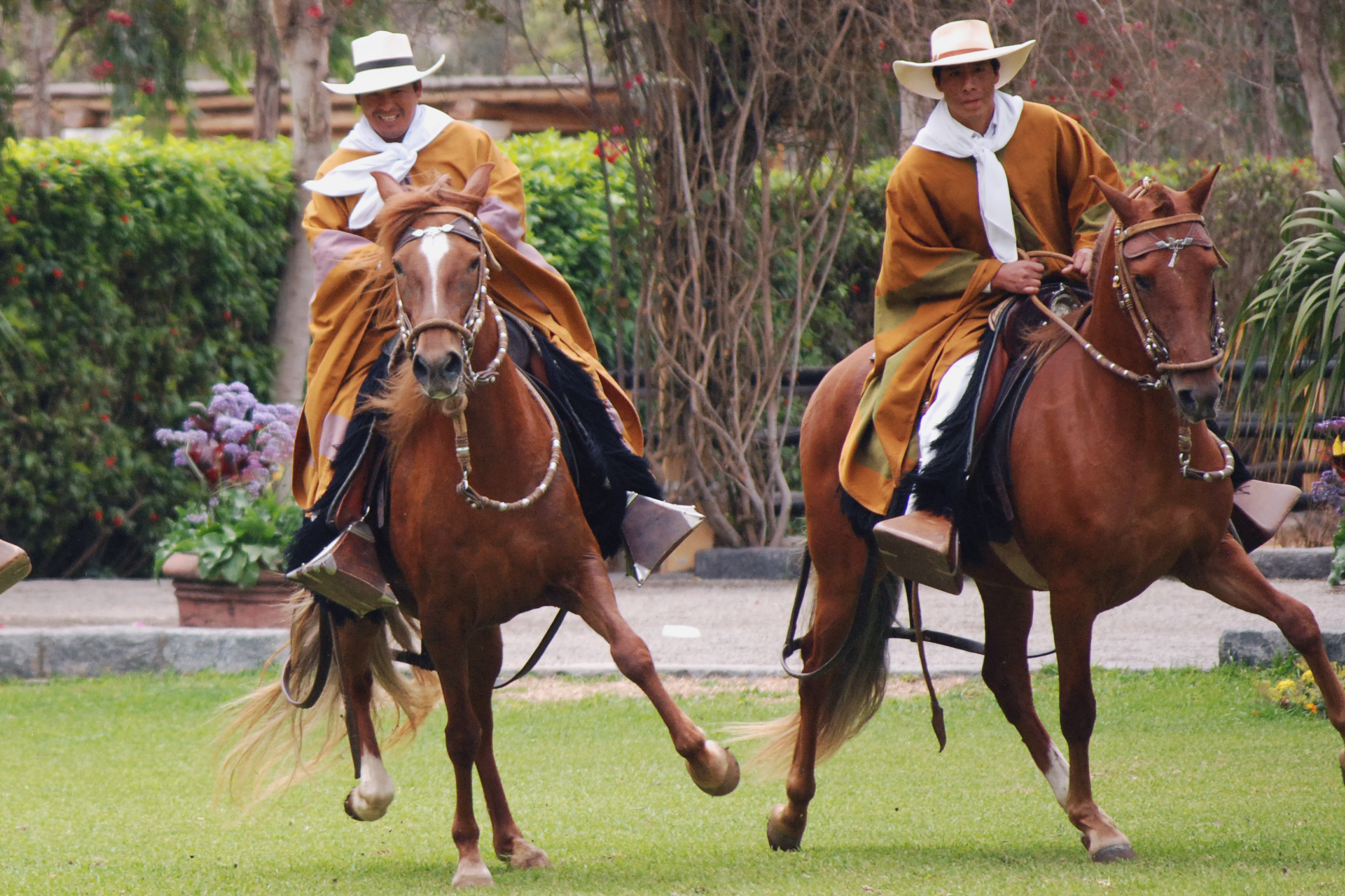
Cavalls Peruans de Pas
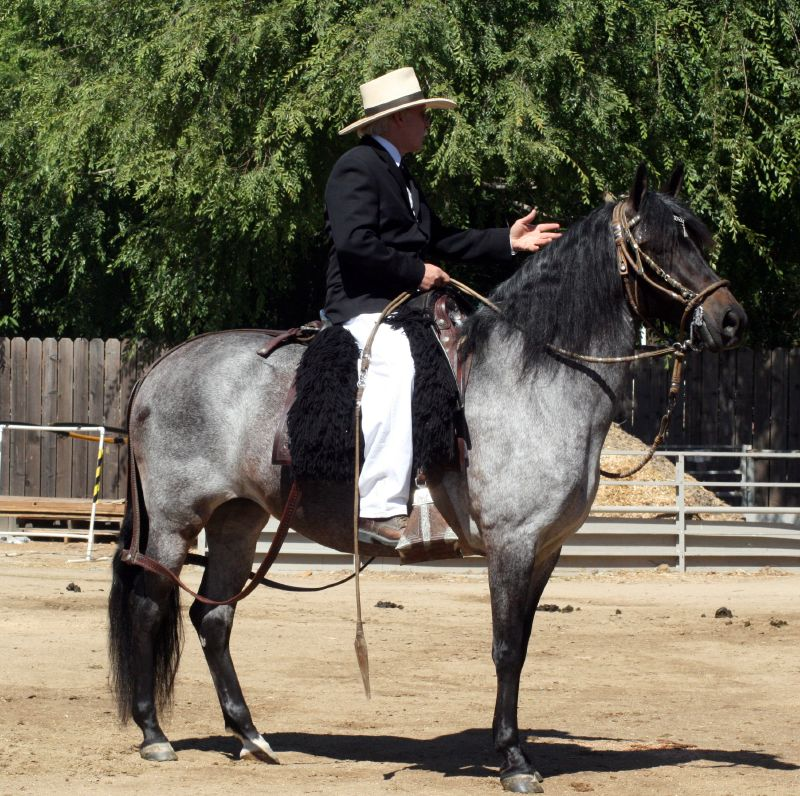
Cavall Peruà de Pas